# 9-й Берлинский международный кинофестиваль
9-й Берлинский международный кинофестиваль прошёл с 26 июня по 7 июля 1959 года в Западном Берлине.

## Жюри
- Роберт Олдрич (председатель жюри)
- Йохан Якобсен
- Чарльз Форд
- Джон Брайан
- Игнацио Транкуилли
- Шигео Мията
- Вали Эддин Самех
- Отто Хассе
- Герхард Прагер
- Фриц Подель
- Вальтер Шмидинг

## Конкурсная программа
- Бродяга Архимед, режиссёр Жиль Гранжье
- Спросите любую девушку, режиссёр Чарльз Уолтерс
- Астеро, режиссёр Динос Димопулос
- Остальное – молчание, режиссёр Хельмут Койтнер
- Десять ружий наготове, режиссёр Хосе Луис Саэнс де Эредия
- Деревня у реки, режиссёр Фонс Радемакерс
- Цветы Майо, режиссёр Роберто Гавальдон
- Обнаженное солнце, режиссёр Миёдзи Иэки
- Хассан и Наима, режиссёр Анри Барака
- Хозяин и его слуги, режиссёр Арне Скоуэн
- Дом-герой, режиссёр Филдер Кук
- В японском плену, режиссёр Джу-нам Ян
- Трое негодяев в скрытой крепости, режиссёр Акира Куросава
- Возница, режиссёр Арне Маттсон
- Падение, режиссёр Леопольдо Торре Нильссон
- Кузены, режиссёр Клод Шаброль
- Звезды в полдень, режиссёр Жак Эрто и Марсель Иша
- Волки в пропасти, режиссёр Сильвио Амадио
- Тройная любовь в Рио, режиссёр Карлос Уго Кристенсен
- Паноптикум 59, режиссёр Вальтер Кольм-Фельте
- Поэт и маленькая мать, режиссёр Эрик Баллинг
- Святой остров, режиссёр Дебаки Бозе
- Свен Туува, режиссёр Эдвин Лайне
- Сброшенные чары, режиссёр Сямак Ясами
- Такая женщина, режиссёр Сидни Люмет
- Четверо отчаянных мужчин, режиссёр Гарри Уотт
- Тигровая бухта, режиссёр Джей Ли Томпсон
- Побежденный победитель, режиссёр Паоло Хеуш
- Утром в понедельник, режиссёр Луиджи Коменчини

## Награды
- Золотой медведь:
- Премия «Золотой медведь» за лучший короткометражный фильм:
- Премия «Золотой медведь» за лучший полнометражный документальный фильм:
  - Белая пустошь
- Серебряный медведь
- Премия «Серебряный медведь» за лучшую мужскую роль:
  - Жан Габен — Бродяга Архимед
- Премия «Серебряный медведь» за лучшую женскую роль:
  - Ширли Маклейн — Спросите любую девушку
- Премия «Серебряный медведь» за лучшую режиссуру:
  - Акира Куросава — Трое негодяев в скрытой крепости
- Премия «Серебряный медведь» за лучший короткометражный фильм:
  - Калейдоскоп
  - Радха и Кришна
- Серебряный Медведь - специальный приз за лучший короткометражный фильм
  - Лошадь на праздник
- Серебряный Медведь - специальный приз
  - Тигровая бухта
- Особое упоминание
- Особое упоминание - короткометражный фильм
- Приз юношеского кинематографа
- Приз юношеского кинематографа - лучший короткометражный фильм
  - Золотые кольца
- Приз юношеского кинематографа - лучший документальный фильм
  - Рай и пекло
- Приз юношеского кинематографа - лучший игровой фильм
  - Обнаженное солнце
- Приз международной ассоциации кинокритиков (ФИПРЕССИ)
  - Трое негодяев в скрытой крепости
- Приз Международной Католической организации в области кино (OCIC)
  - Рай и пекло